# 朱尔·里梅
朱尔·里梅（法語：Jules Rimet，法語發音：[ʒyl ʁimɛ]，1873年10月14日—1956年10月16日），生于法国上索恩省特莱，1919年至1945年任法国足球协会主席，1921年至1954年任国际足球联合会主席，任期共33年，是至今出任该职位时间最长的人。在里梅的倡导下，第一届世界杯足球赛在1930年举办，第一座世界杯奖杯雷米金盃正是以他的名字命名。
1956年，朱尔·里梅在法国叙雷讷逝世。